# Opsozelia discalis
Opsozelia discalis är en tvåvingeart som beskrevs av Townsend 1919. Opsozelia discalis ingår i släktet Opsozelia och familjen parasitflugor. Inga underarter finns listade i Catalogue of Life.